# Skórcz (Landgemeinde)
Die Gmina wiejska Skórcz ist eine selbständige Landgemeinde in Polen und liegt im Powiat Starogardzki der Woiwodschaft Pommern. Die Gemeinde hat eine Fläche von 96,63 km² auf der 4639 Einwohner (31. Dezember 2020) wohnen. Der Sitz der Gemeinde befindet sich in der namensgebenden Stadt Skórcz (deutsch Skurz), die aber der Landgemeinde nicht angehört.

## Geographie

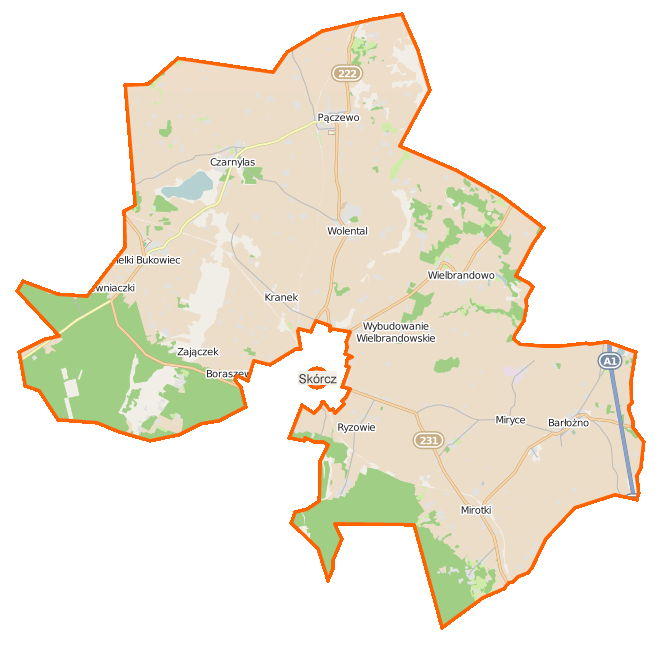
Karte der Landgemeinde

Die Landgemeinde umfasst die Stadt Skórcz außer im Südwesten fast vollständig.

## Geschichte
In den Jahren 1975 bis 1998 gehörte die Gmina administrativ zur Woiwodschaft Danzig.

## Gliederung
Zur Landgemeinde Skórcz gehören elf Ortsteile (deutsche Namen bis 1945) mit einem Schulzenamt:
- Barłożno (Barloschno / 1942–1945 Schenkenberg)
- Czarnylas (Czarnilas, später Schwarzwald)
- Mirotki (Mirotken / 1939–1942 Meiersdorf, 1942–1945 Kirschdorf)
- Miryce (Gut Mirotken / 1907–1945 Miritz)
- Pączewo (Ponschau)
- Ryzowie (Rüßhof)
- Skórcz-Kranek
- Wielbrandowo (Wielbrandowo / 1939–1942 Vielbrand, 1942–1945 Hildebrandsdorf)
- Wielki Bukowiec (Groß Bukowitz / 1939–1942 Buchenhagen, 1942–1945 Buchen)
- Wolental (Wollenthal / 1939–1942 Klein Wollenthal, 1942–1945 Kleinwollental)
- Wybudowanie Wielbrandowskie

Weitere Ortschaften und Siedlungen der Gemeinde sind:
- Bojanowo (Neubruch)
- Boraszewo
- Bukowiec Nowy
- Czarne
- Drewniaczki
- Kranek Drugi
- Mieliczki (Militschek)
- Nowy Bukowiec (Neu Bukowitz)
- Pólko
- Pustkowie
- Zajączek

## Verkehr
Mirotki hatte einen Bahnhof an der Bahnstrecke Smętowo–Szlachta, Pączewo an der Bahnstrecke Skórcz–Skarszewy.

## Persönlichkeiten
- Bronisław Komorowski (* 1889 in Barloschno; † 1940 im KZ Stutthof), katholischer Priester, Politiker und Seliger.